# 柳叶芹
柳叶芹（学名：Czernaevia laevigata）是伞形科柳叶芹属的植物。分布于朝鲜、俄罗斯以及中国大陆的东北、华北等地，生长于海拔500米至600米的地区，多生于沿河的牧场、河岸、灌丛、阔叶林下、草地及林缘。

## 别名
小叶独活（东北植物检索表）、鸡爪芹、叉子芹（辽宁）

## 变种
- 无翼柳叶芹（学名：Czernaevia laevigata var. exalatocarpa）为伞形科柳叶芹属柳叶芹的变种。分布于中国大陆的东北各地及河北等地，多生在草地、柞木林内及水甸子。
- 宽叶柳叶芹（学名：Czernaevia laevigata var. latipinna）是伞形科柳叶芹属柳叶芹的变种。分布于中国大陆的辽宁等地，多生长于阔叶林下或灌丛间。